# Максимин I Фракиец
Гай Ю́лий Вер Максими́н (лат. Gaius Iulius Verus Maximinus; в историографии — Максимин I Фракиец, лат. Maximinus Thrax; ок. 172/173, Фракия — 24 июня 238, Аквилея) — римский император, правивший в 235—238 годах.
Выходец из придунайских провинций, Максимин, как сообщают античные источники, был пастухом, затем поступил на военную службу и прошёл путь от рядового солдата до командных чинов. В 235 году возглавлявший отряды новобранцев во время похода против алеманнов Максимин был провозглашён императором в результате солдатского мятежа, закончившегося убийством его предшественника Александра Севера.
Новый император не имел связей среди сенаторской и городской знати и опирался во время своего правления на армию. Максимин вёл успешные войны с варварскими племенами на Рейне и Дунае, лично принимая участие в сражениях. Из-за финансовых трудностей, связанных с содержанием армии во время продолжительных военных кампаний, император увеличил налоговые сборы и зачастую прибегал к конфискациям и реквизициям, что привело к всеобщему недовольству среди населения. Такая политика вызвала восстание в провинции Африка в 238 году, когда местные землевладельцы, убив прокуратора Максимина, провозгласили императорами престарелого проконсула провинции Гордиана I и его сына Гордиана II. Сенат признал императорский титул Гордианов, объявив Максимина врагом государства. Узнав об этом, Максимин выступил в поход на Италию для подавления мятежа. В то же время наместник Нумидии Капелиан разгромил у Карфагена сторонников Гордианов, которые оба погибли. Сенаторы избрали из своих рядов новых императоров — Пупиена и Бальбина, возглавивших борьбу против Максимина. Тем временем Максимин вошёл в пределы Италии и осадил город Аквилея. Однако вскоре его солдаты, столкнувшиеся с недостатком припасов и голодом, подняли бунт, завершившийся убийством Максимина и его сына.
Максимин I Фракиец носил следующие победные титулы: «Германский Величайший», «Сарматский Величайший» и «Дакийский Величайший» — с 236 года, а также, предположительно, «Парфянский Величайший».

## Жизнь до прихода к власти

### Происхождение
Будущий император Гай Юлий Вер Максимин родился около 172/173 года. Такая датировка основана на указании Иоанна Зонары и Пасхальной хроники, согласно которым на момент смерти ему было шестьдесят пять лет. Однако в связи с хронологическими неточностями в работе Иоанна Зонары и рядом других причин исследователи не всегда принимают его сообщения за истину. Так, Р. Сайм считает правильным отнести дату рождения Максимина на десять лет позже. В свою очередь, А. Липпольд склоняется к периоду времени между 175 и 180 годом.
Происхождение Максимина доподлинно неизвестно и является предметом многочисленных дискуссий среди исследователей. Его прозвище «Фракиец» впервые упоминается в конце IV века в «Извлечениях о жизни и нравах римских императоров» и, вероятно, было дано для того, чтобы отличить Максимина от его тёзки, правившего в начале IV века, — Максимина II Дазы (305—313 годы). Об имени, полученном Максимином при рождении, и его родине достоверных сведений нет. Юлий Капитолин и готский историк Иордан, опиравшийся на более ранние работы, сообщают, что Максимин был родом из приграничного посёлка в провинции Фракия. Согласно их рассказу, его отец носил имя Микка и происходил из племени готов, а матерью была Абаба, принадлежавшая к народу аланов. Предположительно, имена родителей Максимина вымышлены, ведь даже в «Истории Августов» эти сведения подаются в качестве слухов. Практически все современные исследования отвергают это сообщение. Впрочем, Ю. Б. Циркин отмечает, что с филологической точки зрения имена родителей Максимина вполне могут быть подлинными, так как соответствуют правилам скифо-иранской и германской ономастики. Геродиан пишет, что Максимин был «родом из живущих в глубине страны фракийцев, полуварваров», а в другом месте называет его «по происхождению варваром». Однако Ф. Альтхейм считает сведения Юлия Капитолина и Иордана правдивыми и полагает, что во второй половине II века аланы с побережья Чёрного моря мигрировали под давлением готов на Дунай и могли частично с ними смешаться, а Максимин родился в таком смешанном браке во Фракии. Р. Сайм выдвинул теорию, что Максимин был сыном или внуком солдата и, следовательно, по рождению римским гражданином. По его мнению, он происходил из Требаллии — западной части провинции Нижняя Мезия вокруг города Эск. А. Липпольд считает, что отцом Максимина был римский офицер. А. Голдсуорси вообще полагает все сообщения античных историков враждебной пропагандой и видит в Максимине выходца из местного всаднического рода. Впрочем, по мнению других антиковедов, Максимин при рождении не имел римского гражданства, получив его после поступления на военную службу, которое произошло до 212 года, на что указывает его родовое имя Юлий. Не исключена взаимосвязь Максимина и военачальника эпохи Марка Аврелия Гнея Юлия Вера. Касательно когномена Максимина А. Белеццой выдвинуто интересное предположение: так как предполагаемое имя его отца Микка отсылает к готскому mikils — большой, то и когномен Максимин тоже быть связано с данным понятием.

### Карьера
Согласно рассказу Юлия Капитолина, «в раннем детстве он был пастухом, был он также главарём молодёжи, устраивал засады против разбойников и охранял своих от их нападений». С другой стороны, тот факт, что будучи императором Максимин наградил консульскими знаками отличия софиста Валерия Апсина, может свидетельствовать о его интересе к наукам. Когда Максимин достиг зрелого возраста, он поступил на военную службу — единственный способ повысить социальный статус, который был доступен людям его положения. Ряд антиковедов пытались проследить этапы его военной карьеры, хотя Р. Сайм справедливо подчёркивает умозрительность исторических реконструкций, зачастую основанных на сообщениях «Истории Августов». Максимин начал службу в эпоху правления Септимия Севера (возможно, раньше — около 191 года) во вспомогательном кавалерийском отряде, дислоцировавшемся в его родной провинции. Как сообщает Юлий Капитолин, он был замечен самим императором на военных играх, устроенных в честь младшего сына Севера Геты, где выделился своей силой и ловкостью. Благодаря покровительству августа Максимину было обеспечено дальнейшее продвижение по карьерной лестнице. Встреча Максимина с Септимием Севером, возможно, произошла во время пребывания последнего во Фракии либо в 196 году, либо, что более правдоподобно, в 193/194 году. По одной из версий, Максимин был включён в состав личной кавалерии императора, где дослужился до звания декуриона. Предположительно между 198 и 203 годом он проходил службу в Дакии. При Каракалле Максимин был повышен до звания центуриона одного из римских легионов и, возможно, дослужился до примипила — старшего из всех центурионов легиона. Юлий Капитолин рассказывает, что в правление Макрина Максимин ушёл со службы, так как ненавидел нового императора за участие в заговоре против Каракаллы, и приобрёл земельные владения во Фракии, однако подобный его поступок кажется маловероятным. После убийства Макрина императором был провозглашён Гелиогабал, и Максимин вернулся на военную службу в звании трибуна преторианской гвардии, что открывало ему возможность перейти в сословие всадников.
При Гелиогабале Максимин, столкнувшийся с насмешками со стороны императора, якобы «разъезжал в разные стороны; то он был занят своими полями, то отдыхом, то лечил притворные болезни». По всей видимости, к эпохе правления преемника Гелиогабала Александра Севера относится замечание Геродиана, что когда Максимин прошёл все звания в армии, «ему было доверено командование лагерями и управление провинциями». Ч. Уиттекер, базируясь на сообщениях Зосима и Аврелия Виктора, предполагает, что после трибуната Максимин возглавил вспомогательное подразделение, а затем был военным наместником — «префектом общин мезов и трибаллов» (лат. praefectus civitatium Moesiae et Trebellia). Из надписи, обнаруженной неподалёку от марокканского города Сиди-Касем, известно о некоем президе Мавретании Тингитанской Гае Юлии Максимине, занимавшем свою должность между 222 и 235 годом. Возможно, его следует идентифицировать с Максимином Фракийцем. По мнению некоторых историков, около 232 года Максимин был префектом II Неустрашимого Траянова легиона, стоявшего лагерем в Египте. Он принял участие в персидском походе Александра Севера, но в каком качестве — неизвестно. Одна из версий гласит, что Максимин был префектом Месопотамии, другая — что он возглавлял отряд из вексилляций нескольких легионов.
В 234—235 годах, накануне кампании против алеманнов, Максимину было поручено заведовать боевой подготовкой рекрутов, набранных в дунайских провинциях, главным образом, в Паннонии. Согласно «Истории Августов», новобранцы были объединены в новое подразделение — четвёртый легион, который и возглавил Максимин. Существование этого соединения остаётся под вопросом, возможно, он представлял собой резервный корпус римской армии. М. Шпайдель полагает, что полномочия Максимина были более широкими и он руководил значительной частью армии, предназначенной для похода. Считается, что новобранцы принимали активное участие в насильственном захвате власти Максимином. Геродиан рассказывает, как рекруты заставили своего военачальника, который даже не относился к сенаторскому сословию, принять императорский титул. Далее историк уточняет, что ответственны за восстание были паннонцы и фракийцы. По его словам, юноши обучались боевому искусству в Верхней Германии. Они восхищались мужеством Максимина и презирали Александра за то, что он находился под влиянием своей матери Юлии Мамеи и за трусость во время персидской кампании. Важной причиной военного мятежа Геродиан называет попытки Александра заключить мир с германцами в обмен на денежные выплаты со стороны римлян. Солдаты восприняли поведение императора как свидетельство нежелания идти на войну и замыслили свергнуть Александра и провозгласить императором Максимина. Во время боевой подготовки воины накинули порфиру на плечи своего командира и пригрозили убить его, если тот откажется. Максимин нерешительно согласился и вместе со своей армией совершил двухдневный переход к Могонциаку, где расположился лагерем император с гвардией и основной частью экспедиционного корпуса. Известие о мятеже рекрутов и их предстоящем прибытии якобы повергло Александра Севера в панику, хотя, как уверяет Геродиан, его солдаты изначально твёрдо приняли сторону законного императора. Вскоре подошли сторонники Максимина, которые начали выкрикивать оскорбления в адрес Севера и его матери, призывая солдат перейти на их сторону. Им удалось привлечь на свою сторону воинов, после чего Максимин отправил нескольких центурионов и трибуна убить Александра и Юлию Мамею. Эти события датируются концом февраля — началом марта 235 года. Зосим приводит собственную версию прихода Максимина к власти. По его рассказу, войска подняли мятеж в Паннонии и Мезии и провозгласили императором Максимина, который командовал кавалерийским подразделением. Собрав войска, Максимин выдвинулся на Италию, в то время как Александр находился на рейнской границе. Получив известия о восстании, Север обещал Максимину и его сторонникам прощение, однако это не остановило мятежников и император покончил жизнь самоубийством. В целом современные историки придерживаются версии Геродиана.

## Правление

### Консолидация власти

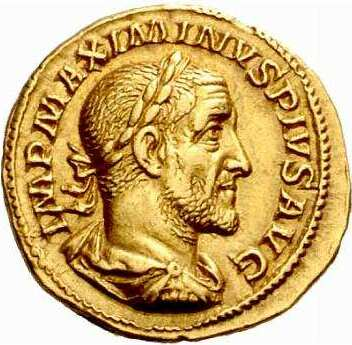
Ауреус с портретом Максимина Фракийца

В течение нескольких недель Максимин без особого труда добился признания всех имперских государственных институтов, начиная с сената. Г. М. Берсанетти положил конец длительному спору и доказал, что Евтропий ошибся, написав, будто Максимин захватил власть «исключительно по желанию воинов и без соизволения сената». Действительно, во фрагментарно сохранившейся надписи из Рима, датированной 25 марта 235 года, то есть менее чем через месяц после провозглашения Максимина императором, упоминается его кооптация по решению сената в состав коллегии жрецов Антонина. Кроме того, монеты, отчеканенные примерно в то же время, увековечивают поддержку нового императора со стороны арвальских братьев. Следовательно, прав Аврелий Виктор, доказавший, что сенаторы утвердили выбор армии, «считая опасным безоружными оказать сопротивление вооружённому». Однако из этого нельзя сделать вывод, что они искренне одобрили кандидатуру нового августа. Отношения между Максимином и сенатом довольно быстро испортились. Что касается провинциальных наместников и военачальников, то у них не было причин проявлять большую сдержанность, чем сенаторы. Если 20 апреля 235 года XX когорта пальмирцев, стоявшая гарнизоном в Дура-Европос на Евфрате, все ещё носила прозвище «Александрова», то надпись из Диммиди на юге Нумидии показывает, что III Августов легион к 3 мая получил прозвище «Максиминов». В первых числах мая египетские документы начинают датироваться первым годом правления Максимина. Как и следовало ожидать, начало нового царствования отметилось бурной реакцией против принципата Александра, который был официально предан проклятию памяти, а его имя на надписях систематически уничтожалось. Геродиан так описывает первые шаги нового императора:

 Он немедленно отстранил всех, кто сопровождал Александра в качестве советников, избранных сенатом; некоторых из них он отослал в Рим, а от некоторых отделался под предлогом назначения управлять провинциями: он желал быть в войске единственным и не иметь соратников более знатного, чем он, рода для того, чтобы иметь возможность поступать тиранически и, находясь как бы на акрополе, не иметь рядом с собой никого, кого можно было бы стыдиться. Всю прислугу, которая в течение стольких лет жила при Александре, он удалил от императорского двора. Большинство из них он даже убил, подозревая в дурных замыслах: ведь он знал, что они горюют об убийстве Александра.
Имена казнённых и попавших в опалу жертв репрессий Максимина современным историкам неизвестны. Возможно, они не были столь обширны как утверждает Геродиан, поскольку несколько высших чиновников, назначенных Александром, сохранили свои посты при его преемнике (в частности, префект Египта Мевий Гоноратиан, остававшийся на посту как минимум до ноября 236 года, и наместник Мавретании Цезарейской Публий Саллюстий Семпроний Виктор). Но, по всей видимости, чистка затронула как ряд сенаторов и высокопоставленных всадников (среди них будущий префект претория Гай Фурий Сабин Аквила Тимесифей), так и членов императорского двора, среди которых, согласно сообщению Евсевия Кесарийского, многие были христианами. Кроме того, одной из мер, направленных против друзей и советников Александра, стал роспуск совета из шестнадцати сенаторов, учреждённого в 222 году Юлией Месой. Эти проявления авторитаризма вызвали недовольство в правящих кругах и даже в армии, чем противники Максимина попытались воспользоваться в своих интересах.
Вскоре после прихода к власти Максимин столкнулся с заговором консуляра Магна (возможно, его следует идентифицировать с Гаем Петронием Магном, чьё имя было стёрто из надписи с перечнем патронов Канузия), который возглавил группу офицеров (Геродиан рассказывает, что Магна поддержали и многие сенаторы), желавших погубить Максимина при поддержке ряда солдат. Их план заключался в следующем: разрушить мост через Рейн после того, как Максимин перейдёт по нему на другой берег, и передать его в руки германцев. Они надеялись, что император, оказавшись в окружении врага, будет убит. Сам Магн после гибели Максимина планировал стать императором. Однако его замысел открылся и все заговорщики были казнены без суда и разбирательств, что подвигло античных авторов обвинить Максимина в жестокости и беззаконии. Юлий Капитолин сообщает о 4 тысячах казнённых, что является явным преувеличением, но даёт представление о впечатлениях, произведённых этими казнями.
Несколько позже (по всей видимости, оба мятежа произошли весной 235 года) по наущению офицера по имени Македон или Македоний отряд осроенских лучников, скорбевших по Александру Северу, провозгласил императором бывшего проконсула Квартина, хотя тот отказывался возглавить восстание. Вскоре Македон, либо желавший выслужиться перед Максимином, либо завидовавший оказанным Квартину почестям, убил его и доставил императору отрубленную голову узурпатора. Но Максимин приказал казнить Македона «как предводителя происшедшего возмущения, и как убийцу того, кого против воли сам уговорил, и как человека, оказавшегося неверным по отношению к другу». Правдивость этого эпизода подвергается сомнению, так как Максимин, по-видимому, никоим образом не наказал солдат, замешанных в мятеже. Действительно, осроенцы упоминаются Геродианом наряду с армянскими, парфянскими и мавретанскими вспомогательными войсками среди отрядов, участвовавших в походах против германцев в 235—236 годах. По мнению некоторых историков, мятеж осроенских лучников демонстрирует соперничество и напряжённость, которые царили между дунайскими войсками и частями из восточных провинций после персидского похода. Австрийский историк А. фон Домашевский считает, что выступление Квартина было одним из эпизодов борьбы между иллирийскими и восточными фракциями за верховную власть в империи. Как бы то ни было, безуспешность мятежей Магна и Квартина на время обескуражила врагов Максимина, положение которого таким образом укрепилось и дало ему возможность направить всю свою энергию на решение неотложных задач по обороне границ государства.

### Походы на Рейне и Дунае

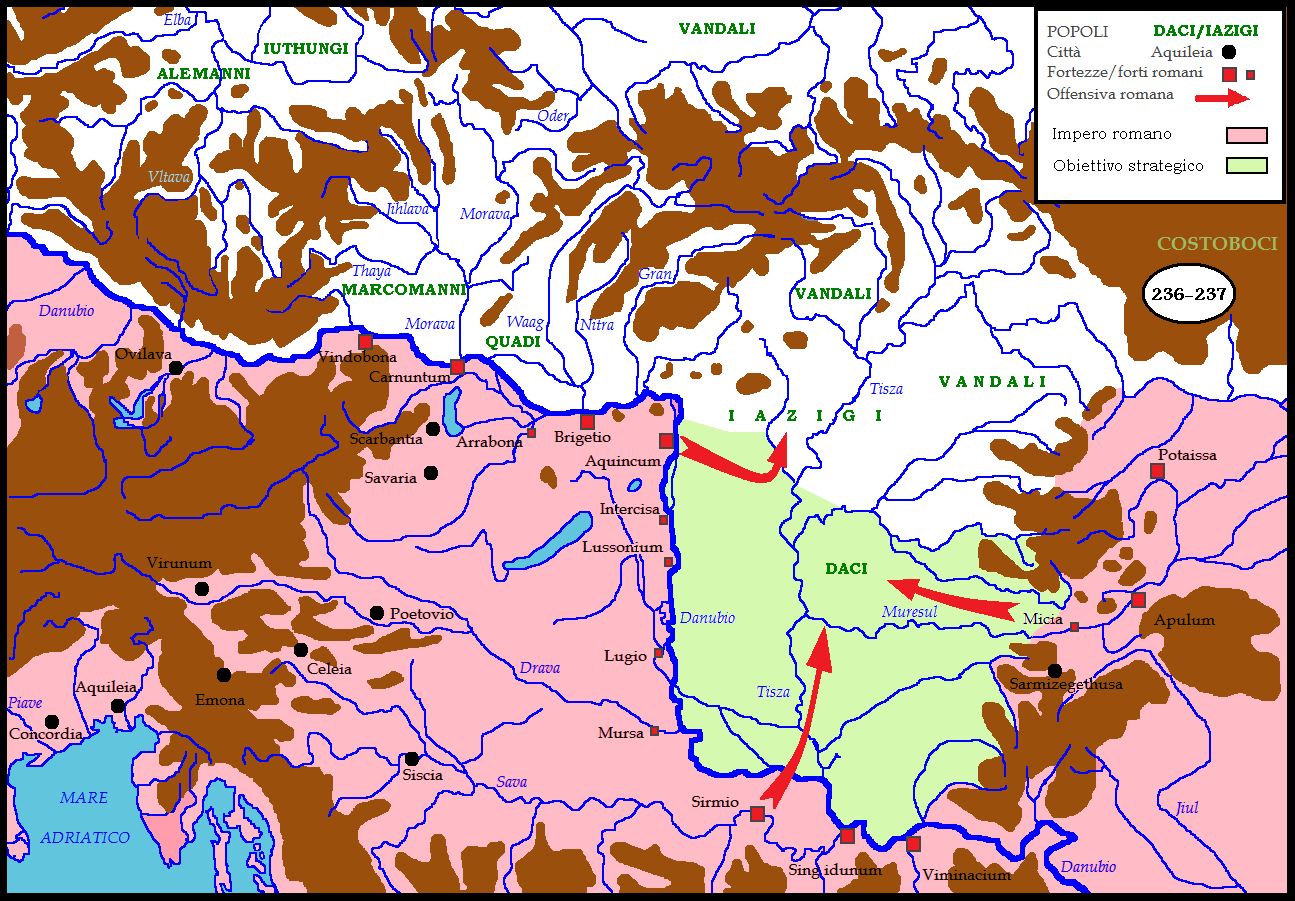
Карта дунайской кампании Максимина Фракийца

Повествование Геродиана о войнах, которые Максимин вёл на рейнской и дунайской границе, отличается отсутствием конкретных деталей и поэтому практически непригодно для использования. По мнению У. Ливадиотти, рассказ Геродиана представляет собой описание тех картин, которые были отправлены Максимином в Рим и изображали его битвы с германцами. При воссоздании хода и хронологии кампании историки базируются в основном на эпиграфических свидетельствах. Согласно реконструкции событий поход Максимина проходил в следующей последовательности: переправившись через Рейн у Могонциака летом 235 года, император приказал восстановить оборонительные сооружения в районе горной цепи Тавн, многие из которых были уничтожены варварами во время набегов предыдущего года. По всей видимости, при Максимине была завершена масштабная программа по восстановлению транспортной системы в приграничном регионе, которая включала в себя завершение строительства моста через Рейн, предположительно расположенного у места слияния этой реки с Майном, и расширение дорожной сети. Посвящение богине Беллоне из Крепости Маттиаков (современный район Майнц-Кастель), датированное августом 236 годом, свидетельствует о деятельности Максимина в данном регионе. Затем император повернул на юго-восток, постепенно вытесняя алеманнов из Декуматских полей, и, не колеблясь, преследовал противника на его собственной территории, которую римляне методично опустошали. По свидетельству Юлия Капитолина, Максимин «сжёг на протяжении тридцати или сорока миль варварской земли посёлки, угнал стада, забрал добычу, перебил множество варваров, повёл назад воинов богатыми, взял в плен несчётное количество людей». Важную роль в походе играли осроенские, армянские и мавретанские вспомогательные отряды. Они продемонстрировали эффективность против партизанской тактики германцев благодаря своей мобильности и использованию метательного оружия. Однако какие легионы принимали участие в боевых действиях, неизвестно.
Осенью 235 года римской армии не без труда удалось навязать неприятелю бой и нанести ему кровавое поражение у северных границ Баден-Вюртемберга, положившее конец этой тяжёлой кампании. По рассказу античных историков, Максимин первым бросился в сражение, желая воодушевить своих солдат, и храбро бился несмотря на то, что его лошадь по грудь увязла в болоте. Как пишет Геродиан, «об этом сражении и о своём подвиге он объявил сенату и народу не только письменно, но и, велев изобразить битву на больших картинах, поместил их перед зданием сената, чтобы римляне могли не только слышать о том, что произошло, но и видеть. Это изображение сенат впоследствии уничтожил вместе с остальными оказанными ему почестями». Возможно, битва произошла на холмах Харцхорна в Нижней Саксонии, примерно в восьмидесяти километрах к югу от Ганновера, где с 2008 года в ходе археологических раскопок были обнаружены тысячи фрагментов оружия и стрел. Исследователи полагают, что в этих местах произошло крупное сражение, в котором участвовала римская армия (в том числе и подразделения IV Счастливого Флавиева легиона), и датируют его 30-ми годами III века. В честь успешного окончания похода весной следующего года (предположительно, в апреле/мае) Максимин получил победный титул «Германский Величайший», а на монетах была отчеканена надпись VICTORIA GERMANICA (рус. Германская победа). После этого перед императором встала задача обеспечить безопасность дунайской границы. Максимин прибыл в Сирмий в конце осени 235 года или начале весны 236 года. Большую часть 236 года римская армия, опираясь на базу в Сирмии, проводила кампании против сарматов и свободных даков, объединившихся для противостояния империи. Об этом походе известно ещё меньше, чем о германской кампании. По всей видимости, главный театр военных действий развернулся у границ Паннонии и Верхней Мезии, хотя не исключено, что бои велись также в Нижней Мезии и Дакии. В последние месяцы 236 года император добился успеха в борьбе с вражескими отрядами, в честь чего принял победные титулы «Сарматский Величайший» и «Дакийский Величайший». В 237 году Максимин продолжил кампанию на дунайской границе. Вернувшись в Сирмий осенью 237 года, он вёл активную подготовку к новой экспедиции, намеченной на начало 238 года, от которой ждал решительных результатов. Геродиан приписывает ему фантастический проект похода в самое сердце свободной Германии до Северного моря.
В течение трёх лет правления Максимина Фракийца имперская пропаганда наиболее активно обращалась к темам победы и имперского мира. Помня о недоверии к нему со стороны аристократии, император прекрасно понимал, что только военные успехи могут укрепить его авторитет и обеспечить преемственность династии. Очевидно, не является совпадением, что своего двадцатилетнего сына Гая Юлия Вера Максима император возвёл в сан цезаря одновременно с празднованием победы над германцами (конец зимы или ранняя весна 236 года). По сомнительному сообщению «Истории Августов», Максим был помолвлен с некоей Юнией Фадиллой, представительницей династии Антонинов. Приблизительно в то же время была обожествлена супруга Максимина Цецилия Паулина, скончавшаяся либо до его прихода к власти, либо вскоре после провозглашения императором. В византийских источниках содержится информация, что Максимин якобы убил свою жену, но, без сомнения, это вымысел с целью придать ему образ тирана. В правление Максимина произошло вторжение армии государства Сасанидов в Месопотамию, что привело к потере этой провинции и городов Карры и Нисибис.

### Взаимоотношения с армией и сенатом

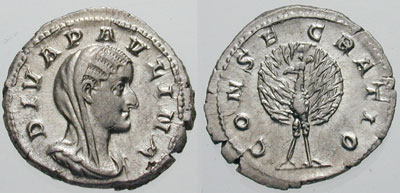
Денарий с портретом Цецилии Паулины

Наиболее успешной стороной правления Максимина стала его военная деятельность. Он вряд ли был великим полководцем, но точно не глупым и грубым солдатом, каким его изображает в своей биографии Юлий Капитолин, а вслед за ним и некоторые современные историки. Хотя Максимин был мало романизован, у него не было недостатка в патриотизме, и он поставил перед собой задачу сражаться с варварами на всех фронтах, никогда не соглашаясь платить дань, чтобы купить их нейтралитет, как это практиковал Александр Север. Такие взгляды не отличаются оригинальностью и были широко распространены в военных кругах и особенно среди иллирийцев. Максимин сразу же получил среди них популярность и сохранял её вплоть до гибели, о чём свидетельствует не только Геродиан, но и надписи, на которых различные подразделения, большей частью принадлежавшие рейнской и дунайской армии, носят почётное прозвище «Максиминов». Император отлично знал как сохранить симпатии солдат. Геродиан сообщает, что после прихода к власти Максимин «удвоил их [солдат] довольствие, обещал великие раздачи и дары, отменил все наказания и взыскания». По-видимому, это означает, что император выплатил солдатам двойное жалованье за 235 год, а не увеличил его навсегда в два раза. В источниках упоминается также о выплате двух донативов: одного в начало правления Максимина в размере 150 денариев на человека, а второго в 238 году, накануне похода в Италию. Хотя Максимин и был великодушен по отношению к своим воинам, он никогда не щадил их в боях. Чтобы усилить свою армию, закалённую тремя годами непрекращающихся походов, ему пришлось набирать свежие войска, в том числе и в северной Италии. Несколько милевых камней из района Аквилеи рассказывают о двух подразделениях италийской молодёжи, завербованных в армию. Таким образом, императору удалось сохранить и увеличить численность своей армии, но в то же время вызвать неприязнь тылов, что привело к печальным последствиям.
Вопрос о взаимоотношениях Максимина и сената более сложен, чем представляет Геродиан. Максимин вряд ли был расположен к сенаторам, а большинство из них не испытывало к нему ничего, кроме враждебности или презрения. Конфликт между императором и сенаторами логично вытекал из ситуации, созданной убийством Александра Севера, но нет никаких оснований полагать, что он был спровоцирован Максимином. М. Ростовцев и Ф. Альтхейм ошибочно полагали, что Максимин взял на себя инициативу разрыва, умышленно не попросив сенат одобрения его избрания солдатами. Хотя он и отказался от поездки в Рим, то не столько с явным намерением унизить сенат, а потому, что война требовала его присутствия на границе. Однако не может быть сомнения в том, что Максимин намеревался пользоваться всей полнотой власти и стремился лишить сенат всякой возможности играть какую-либо важную роль в управлении империей. Поэтому, не подвергая сомнению традиционные прерогативы сената, он отменил некоторые из привилегий, дарованных ему Александром. Так, был распущен совет шестнадцати сенаторов, созданный в 222 году. Его точные полномочия, а также способ формирования — через выборы сенатом или, что более вероятно, прямое назначение императором — до сих пор являются предметом дискуссий. Хотя Геродиан, вероятно, преувеличил значение этого органа (так, например, Александр вводил новых людей в сенат только с согласия совета), его расформирование демонстрирует, что Максимин не был расположен даже к минимальному сотрудничеству с сенатом. Ю. Б. Циркин считает, что действия Максимина перечеркнули попытки его предшественника вернуться к августовской модели принципата. Кроме того, он лишил сенат права избирать префектов по выдаче хлеба (лат. praefecti frumenti dandi) и вернул должность curatores aquarum и Miniciae, назначаемых императором, как это было при первых Северах. Максимин практиковал назначение всадников наместниками сенатских провинций и указом от 13 августа 235 года расширил полномочия префекта претория, который стал первым должностным лицом в отсутствие императора, а его решения приравнивались к императорским.

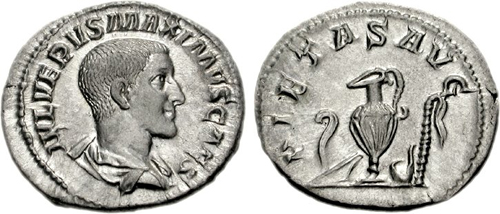
Денарий с портретом Гая Юлия Вера Максима

Однако, несмотря на эти меры, Максимин не мог управлять Римом, Италией и провинциями без помощи чиновников из высшего сословия — ведь он сам почти не имел опыта в этой области и его внимание было целиком сосредоточено на военных проблемах. Это объясняет, почему он счёл лучшим выходом соблюдать благоразумие в отношениях с сенатом, что особенно проявилось в умеренном использовании им своего права назначать ординарных консулов. Сам Максимин был консулом один раз, в 236 году, вместе с Марком Пупиеном Африканом, сыном будущего императора Пупиена. Из двух консулов 237 года, один, Луций Муммий Феликс Корнелиан, был кандидатом Александра в квесторы и преторы, а второй, Луций Марий Перпетв, — сыном или племянником историка Мария Максима. Консулы 238 года, Фульвий Пий (вероятно, был потомком деда по материнской линии Септимия Севера) и Понтий Прокул Понтиан, также принадлежали к аристократии. Перечень провинциальных наместников не менее показателен. Так, легат пропретор Нижней Мезии в 235/236 году Домиций Антигон и его преемник Луций Флавий Гонорат Луциан сделали карьеру при Северах. Некоторые из главных действующих лиц кризиса 238 года занимали при Максимине влиятельные посты. Марк Антоний Гордиан был проконсулом провинции Африка в 237/238 году. Рутилий Пудент Криспин находился на посту проконсула Ахайи около 235 года, Луций Домиций Галликан Папиниан в конце 237 года был консулом-суффектом. Все эти назначения являются достаточным доказательством того, что Максимин не ставил цель очистить сенат от враждебных его власти людей и считал возможным добиться нейтралитета некоторых наиболее влиятельных аристократов. Однако это не означает, что обвинения Геродиана абсолютно беспочвенны. Очевидно, что подавление восстаний Магна и Квартина сопровождалось арестами и казнями, хотя имена жертв репрессий неизвестны. Впрочем, Максимин старался продемонстрировать и определённое уважение к сенату. Так, одержав победу над германцами, он отправил в Рим два отчёта о своих успехах — один сенату, другой — народу. Помимо этого, победный титул «Германский Величайший» император принял только после того, как сенаторы вынесли соответствующее решение. На монетах же продолжала чеканиться аббревиатура SC, что также указывает на желание Максимина следовать римским традициям.
Таким образом, Максимин принял на вооружение обычную для авторитарных императоров тактику, не колеблясь угрожая жизни и имуществу небольшого числа наиболее активных сенаторов, чтобы склонить остальных к благоразумию. Однако этим насилием он только временно подавил своих противников, не ослабив их по-настоящему. Напротив, это привело к прекращению вражды между различными группировками в сенате и укреплению их единства, которое никогда не было таким сильным, как накануне кризиса 238 года.

### Максимин и народ
При исследовании эпохи правления Максимина Фракийца возникает вопрос, являлась ли потребность императора во что бы то ни стало добыть необходимые ему для войны ресурсы единственной причиной его жёсткой финансовой политики или имело место сознательное желание сломить оппозицию знати, подорвав экономические основы её политического и социального господства. Другими словами, допустимо ли утверждать, что император искал у народных масс поддержки, в которой ему отказали представители господствующих классов. По всей видимости, Максимин не мог рассчитывать на поддержку плебеев столицы и крупных городов, к которым испытывал лишь равнодушие с оттенком презрения и не сделал ничего для улучшения их шаткого материального положения. Напротив, бремя, которое он возложил на города, ещё более усложнило условия жизни простых людей. Геродиан приводит несколько примеров, явно заимствованных из его личного опыта и относящихся к малоазиатским провинциям. Он рассказывает о конфискации государственных средств, предназначенных для закупки продовольствия, раздач населению и организации игр и зрелищ, которые играли значительную роль в повседневной жизни горожан. Все эти причины «возбуждали массы к ненависти и мятежу».
Для характеристики правления Максимина имеет большое значение изучение взаимоотношений императора и сельского населения. Согласно теории М. Ростовцева, кризис III века является противостоянием между городом и деревней, между аристократической и городской элитой и крестьянскими массами, стремящимися разрушить общество, получающее своё богатство путём эксплуатации их труда. В этой борьбе крестьяне выражали свои требования при посредничестве армии, которая начиная со II века в основном набиралась из сельских жителей. Поэтому, по мнению М. Ростовцева, приход к власти Максимина, выходца из крестьян, является их победой. Его политика, направленная на ослабление городов, выражала интересы сельских масс и поэтому у них не было причин желать его падения. Однако большинство современных учёных не разделяет взгляды М. Ростовцева. Изучая положение африканских деревень накануне восстания Гордианов, Т. Котула пришёл к выводу, что недовольство мелких крестьян было не менее сильным, чем среди крупных землевладельцев. Одним из центральных элементов дискуссии является знаменитая надпись из Скаптопары. Она представляет собой текст прошения императору Гордиану III от жителей деревни, расположенной у фракийского города Пауталия. Судя по всему, прошение было написано осенью 238 года, но из контекста становится понятно, что указанные в нём факты относятся к последним месяцам правления Максимина. Сельские жители обличают злоупотребления, совершаемые за их счёт властями провинции, которые требовали у жителей бесплатный ночлег и продукты. Они также жалуются на поведение солдат из соседних гарнизонов, которые заставляли крестьян снабжать их всем необходимым и не платили взамен. Указа наместника Фракии оказалось недостаточно, чтобы положить конец этим поборам, и селяне обратились к императору, уточнив, что некоторые из них уже покинули свои дома и что другие вскоре будут вынуждены поступить аналогично, если Гордиан не прикажет оставить их в покое раз и навсегда. В императорскую канцелярию прошение из Скаптопары передал солдат Аврелий Пурр, земляк притесняемых крестьян, который, по-видимому, был солидарен со своими соотечественниками. Его позиция подтверждает заявление Геродиана, что «не были довольны происходящим также и воины, потому что родственники и близкие упрекали их в том, что Максимин так поступает из-за них». Вероятно, в начале правления Максимин действительно пользовался популярностью среди сельских жителей, но она быстро упала по мере усиления фискального давления.

### Преследования христиан

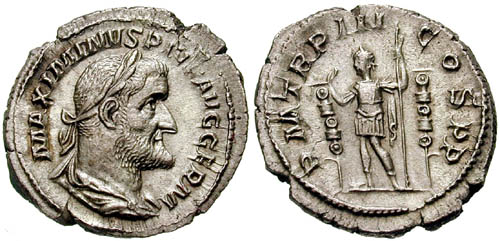
Денарий с портретом Максимина Фракийца

В правление Александра Севера отношения государства и христиан переживали нечто вроде золотого века, в чём согласны как языческие, так и христианские писатели. В биографии Александра в «Истории Августов» содержится шесть упоминаний, свидетельствующих о терпимом отношении императора к последователям христианской религии. Христианские источники, скорее всего основанные на свидетельствах современников, также подтверждают добрые отношения между императорской семьёй и христианской церковью. Здесь наиболее важным источником является работа Евсевия Кесарийского «Церковная история». Рассказывая о матери Александра Юлии Мамее, Евсевий называет её благочестивой женщиной. Вряд ли он подразумевал, что она исповедовала христианство. Однако использование Евсевием этой похвалы и признание благочестия Мамеи имеет большое значение. Помимо прочего, по словам Евсевия, Юлия Мамея дорожила встречей с христианским теологом Оригеном. Другой христианский писатель, Юлий Африкан, работал при императорском дворе и основал библиотеку.
Долгий мир между христианской церковью и римским государством прервался при Максимине Фракийце. Эпизоды преследований, которые с уверенностью можно отнести к правлению Максимина, зафиксированы у Евсевия Кесарийского, Оригена, Фирмилиана, в Catalogus Liberianus и Liber Pontificalis и некоторых других менее важных работах. Заметка Евсевия о действиях Максимина против церкви кратка и вызывает недоумение у современных исследователей. Церковный историк утверждает, что Максимин «начал гонение, но казнить велел, как виновных в обучении христианству, только стоявших во главе Церквей». Вероятно, под главами церкви он подразумевал епископов, священников и дьяконов. Среди жертв гонений Максимина были папа Римский Понтиан и антипапа Ипполит, сосланные в 235 году на Сардинию. Из работы Оригена «Увещание к мученичеству» известно об аресте дьякона Амвросия и пресвитера Протоктета в Кесарии Палестинской. Сложно понять масштабы преследований Максимина. Основная трудность заключается в том, что неизвестно ни об одном человеке, который стал бы «мучеником» в соответствии с традиционными критериями мученичества. В результате влияние преследований Максимина было минимально, поскольку Понтиан и Ипполит не были казнены, а только сосланы, хотя, по всей видимости, умерли на Сардинии. Некоторые исследователи полагают, что они вовсе не были жертвами гонений Максимина, а были отправлены в ссылку по приказу префекта Рима после вмешательства последнего во внутриобщинные споры христиан. Амвросий, например, был жив ещё в 248 году, хотя Протоктет, возможно, и погиб, так как о нём больше ничего не упоминается в источниках. В своей работе Лактанций умалчивает о каких бы то ни было преследованиях Максимина, как и Сульпиций Север. Наконец, рассказ епископа Кесарии Каппадокийской Фирмилиана о гонениях в Каппадокии и Понте ошибочно используется для характеристики политики Максимина в отношении христиан в целом. Фирмилиан даёт довольно подробное описание беспорядков в этой провинции. Описанные им преследования несут в себе все черты многочисленных гонений прошлого века. Они последовали за крупным землетрясением в провинции, вину за которое местные язычники возложили на христиан. На самом деле, члены христианской общины сами провоцировали язычников считать, что христиане стали причиной землетрясений. До этих событий одна христианка обещала «заставить землю дрожать», а после катастрофы другие христиане публично заявляли, что землетрясения произошли из-за них и являются предвестником грядущего конца света. В ответ толпа язычников преследовала христиан и сжигала места их собраний. Вскоре в дело вмешался наместник Серениан, который потворствовал гонениям. Однако, описанные Фирмилианом преследования носили локальный характер.
По всей видимости, мотивы действий императора диктовались не его религиозными воззрениями, а положением жертв преследований. Так, из античных источников известно о большом количестве христиан при дворе Александра Севера. После прихода к власти Максимин устроил чистку среди окружения своего предшественника, и её жертвами могло стать большое количество христиан. Затем последовали и репрессии в отношении только руководителей церкви, на уникальность чего указывал Евсевий. Таким образом, преследования Максимина были направлены скорее на снижение христианского влияния при императорском дворе, уничтожение сторонников Александра, а также замедление распространения христианства в империи, в связи чем гонения касались только лидеров церкви.

### Фискальная политика
Если от репрессий пострадал только ограниченный круг людей, заметное увеличение налогового бремени отразилось на всем населении империи. Для финансирования постоянных походов против варваров Максимину пришлось пойти на значительное увеличение расходов, тяжесть которых, принимая во внимание невозможность постоянного нахождения римской армии на неприятельской территории, ложилась в основном на налогоплательщиков и в особенности на жителей провинции. К расходам на содержание войск добавлялись траты на систематический ремонт дорожной сети. Исследователями было отмечено, что большинство надписей, в которых упоминается имя Максимина, являются надписи на милевых камнях. В связи с этим большой интерес представляет их географическое расположение. Наиболее часто они встречаются в провинциях вдоль рейнской и дунайской границы (особенно в Паннонии), а также в Галлии, Северной Италии, Далмации, Фракии, то есть тыловых районах. Большое количество милевых камней было обнаружено и в более отдалённых регионах, таких как Испания и Африка. В то время как Г. М. Берсанетти склонен видеть в этом проявление имперской пропаганды, Т. Котула выдвинул правдоподобную версию, что интерес Максимина к этим провинциям был вызван их большим значением для снабжения армии. Длинная надпись, найденная во Фригии, показывает, что Максимин поручил своим прокураторам следить за надлежащей работой cursus clabularis, но в то же время свидетельствует о трудностях, с которыми сталкивались жители близлежащих деревень при выполнении обязательных работ по поддержанию дорог в должном состоянии. Большое значение для финансирования военных кампаний имели золотые и серебряные рудники. Вероятно, с целью усиления контроля над добычей драгоценных металлов Максимин упразднил созданную Каракаллой провинцию Антонинану, или Верхнюю Испанию, расположенную на северо-западе Иберийского полуострова и присоединил её к Тарраконской Испании, где дислоцировался единственный в Испании легион.
Налоговая политика Максимина недостаточно освещена в имеющихся источниках. По всей видимости, император прибегал к различным способам пополнения казны: судебные процессы с последующей конфискацией имущества осуждённых, чрезвычайные налоги, взимаемые с провинций или городов, отъём в пользу императорской казны доходов от налогов или пошлин, взимаемых местными властями, конфискация храмовой собственности, изъятие произведений искусства и другие произвольные реквизиции. Из рассказа Геродиана можно сделать вывод, что императорские прокураторы пользовались полной свободой действий и самовольно устанавливали различные сборы. Вероятно, давление со стороны фискальных органов достигло своего апогея в 237 году, когда готовилась новая германская экспедиция, запланированная на весну следующего года. По всей видимости, поборы ударили не только по горстке богатых аристократов, а по всему имущему классу, включая прослойку богатых провинциалов. Поэтому популярность Максимина была низкой не только среди сенаторского и всаднического сословия, но и среди горожан.

### Кризис 238 года и гибель Максимина

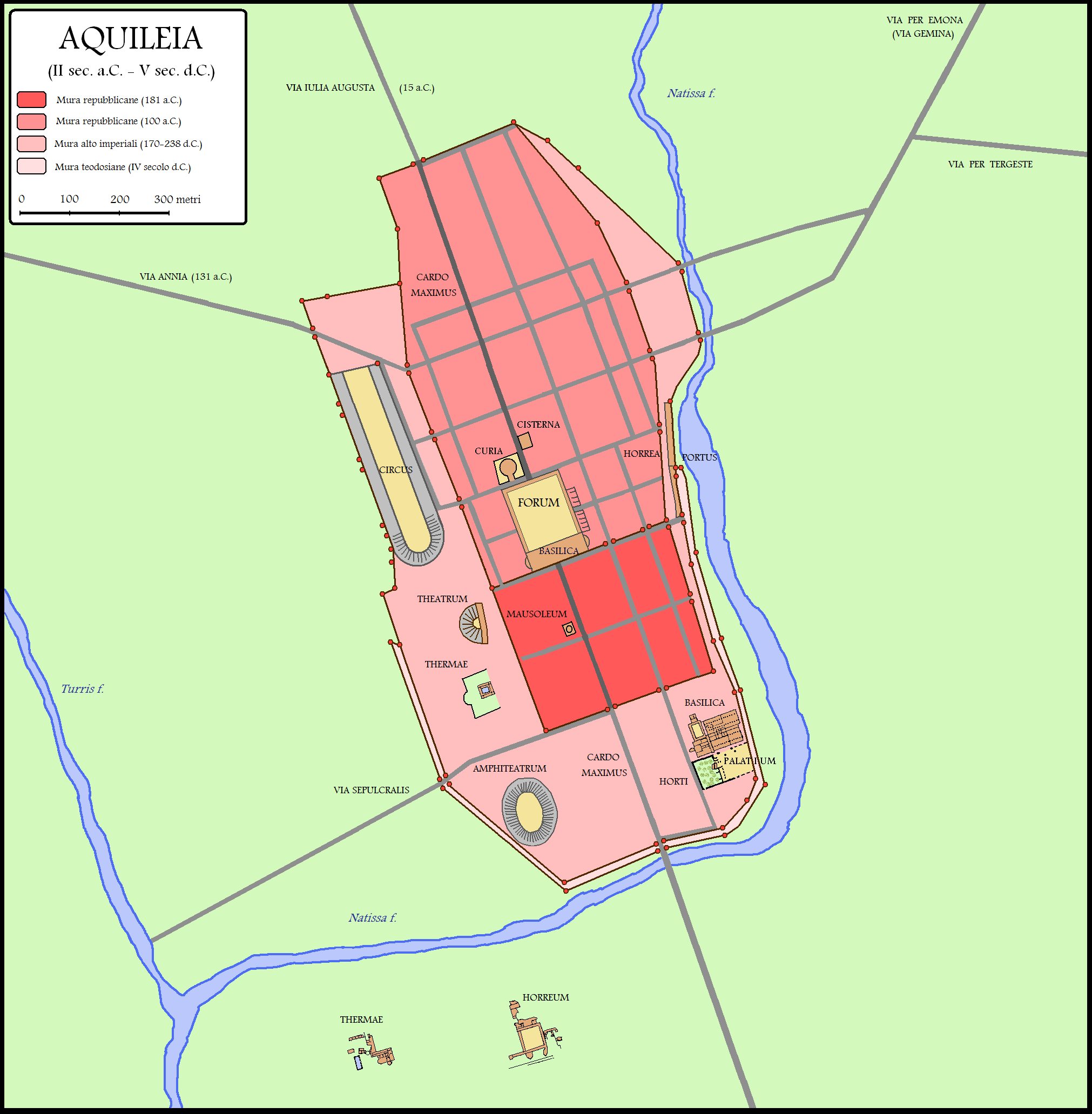
План Аквилеи в римскую эпоху

Назревавший в течение многих месяцев кризис внезапно разразился в самом начале 238 года. Один из прокураторов Максимина в Африке, желая выслужиться перед императором, ввёл ряд штрафов и поборов в отношении местных землевладельцев. Недовольная предпринятыми им мерами молодёжь из числа африканских аристократов, пообещав выплатить прокуратору требуемую сумму денег через три дня, собрала отряд из крестьян-арендаторов и убила императорского чиновника вместе с сопровождавшими его солдатами около Тисдры примерно в конце февраля 238 года. Осознав серьёзность сложившейся ситуации, заговорщики решили поднять восстание во всей провинции и вовлечь в него местного проконсула — пожилого Марка Антония Гордиана. Войдя в Тисдру, они направились к дому проконсула и несмотря на его протесты провозгласили императором. Гордиан назначил своего сына соправителем и отправился со свитой в Карфаген, ставший его временной столицей. Во всей Африке были сброшены статуи Максимина, взамен которых стали устанавливать изображения Гордиана. Гордиан отправил в Рим делегацию, которая везла с собой его послание сенату и народу и письма наиболее влиятельным сенаторам. Помимо этого, перед посланниками была поставлена цель устранить сторонника Максимина — префекта претория Виталиана. Заявив, что они прибыли с секретным посланием от Максимина, заговорщики проникли к Виталиану и убили его. Они распустили слухи о смерти Максимина, а собравшийся на заседание сенат утвердил императорские титулы Гордианов, обожествил Александра Севера и объявил Максимина врагом народа. Сенаторы создали комитет из двадцати человек для обороны Италии от предполагаемого вторжения Максимина и отправили посольства по провинциям с призывом присягнуть Гордианам. В Риме было убито множество сторонников Максимина, в том числе и городской префект Сабин. Узнав о произошедших событиях, Максимин, по одним сообщениям, пришёл в сильную ярость, по другим — воспринял с притворным спокойствием и начал советоваться с приближёнными о том, какие меры следует предпринять. Спустя несколько дней он собрал воинов и выступил перед ними с речью с призывом выступить против сената и Гордиана, выдал им крупное жалованье и выступил в поход на Италию. Авангард армии Максимина составили вексилляции I и II Вспомогательного легионов. В состав экспедиционного корпуса также входили дунайские легионы, подразделения тяжёлой кавалерии и вспомогательные войска, набранные из побеждённых в 235—237 годах германцев.
Восточные провинции, среди которых были Азия, Понт и Вифиния, Галатия, Ликия и Памфилия, Сирия и Египет, перешли на сторону Гордианов. Напротив, западные провинции в большинстве сохранили верность Максимину. Однако вскоре легат пропретор Нумидии Капелиан, оставшийся на стороне Максимина, подавил африканское восстание. С частями III Августова легиона он подошёл к Карфагену, около которого нанёс сокрушительное поражение армии мятежников, возглавляемой Гордианом II. Последний погиб в бою, а Гордиан-старший, узнав о произошедшем, покончил жизнь самоубийством. Когда в Рим пришли известия о смерти Гордианов, сенаторы избрали из своих рядов двух новых императоров — Пупиена и Бальбина. Из-за народных волнений они были вынуждены объявить цезарем юного внука Гордиана I, носившего такое же имя. Бальбин с Гордианом III остался в столице, а Пупиен направился навстречу Максимину на север Италии. Сенат предпринял ряд мер по обороне Италии: все коммуникации и гавани были перекрыты, повсюду вёлся набор войска, а городам было поручено заготовить достаточное количество оружия и продовольствия. Тем временем Максимин без боя занял покинутую жителями Эмону и, перебравшись через Юлийские Альпы, остановился неподалёку от Аквилеи, которая закрыла перед ним свои ворота. Аквилея была важным торговым портом в северной Италии со времён правления Октавиана Августа. Её оборону возглавили два сенатских посланника — Туллий Менофил и Рутилий Пудент Криспин. По их приказу были восстановлены городские стены, на которых они разместили множество вооружённых людей, и сделаны большие запасы продовольствия. Максимин решил отправить в Аквилею посольство, чтобы уговорить местных жителей сдать город. Аквилейцы были уже готовы согласиться на их предложение, ведь Максимин в прошлом проявил к городу щедрость: в частности, отремонтировал дороги вокруг города. Однако Криспин уговорил их ответить отказом, объявив, что оракул бога Белена предрёк Максимину поражение. Тогда армия императора с большим трудом переправилась по понтонному мосту через реку Сонтий и приступила к осаде Аквилеи. Аквилейцы оказали ожесточённое сопротивление, что вкупе с недостатком продовольствия привело к падению дисциплины и морального духа среди солдат. В результате воины II Парфянского легиона, беспокоясь за безопасность своих семей в Кастра Альбана, напали на Максимина во время послеобеденного отдыха и убили его вместе с сыном. Их головы были отправлены в Рим. Пупиен вскоре прибыл в Аквилею и отправил войска Максимина в места их постоянной дислокации, оставив при себе только подразделения германцев в качестве телохранителей. Через некоторое время он поссорился со своим соправителем Бальбином, который полагал, что Пупиен стремится к установлению единоличной власти. Воспользовавшись разногласиями между сенатскими императорами, преторианцы свергли и убили их и объявляли единоличным правителем Гордиана III.

## Оценка личности и правления

### В античных источниках
У античных авторов правление Максимина Фракийца изображено в негативном свете. Так, у Геродиана император «производит большие перемены», превращая «мягкое и
очень спокойное царствование» в «грубую тиранию». Историк даёт негативные оценки деятельности Максимина и характеризует её как «дурное правление», явно противопоставляя Александру Северу, чьё время описано как «не знавшее кровопролитий царствование». В «Истории Августов» аналогично подчёркивается контраст между личными качествами погибшего «превосходного» императора и Максимином, «военным человеком, которому присущи были грубость и неотёсанность». В жизнеописании Максимина он изображён правителем, который желает, «чтобы везде царила военная дисциплина», и прибегает к различным наказаниям, «не обращая внимания на положение человека». В «Новой истории» Зосима отмечается, что «мягкое правление сменилось на жестокую тиранию». Зосим рассказывает, что Максимин поддерживает свою власть «чрезмерной жестокостью» и разоряет государство «откровенной жадностью». В целом, для него правление Максимина является ещё одним примером пагубности единовластия, установленного в Риме Октавианом Августом.
В биографии Александра Севера его гибель представлена как предзнаменование «наступления более тяжёлых времён», а в представлении Аврелия Виктора приход к власти Максимина завершил тринадцатилетний период спокойствия в истории римского государства, которое при Александре удерживалось от падения. Напротив, у Евтропия провозглашение императором Максимина не рассматривается как особая веха римской истории, а его правление не удостаивается каких-либо отрицательных оценок. В представлении автора «Истории Августов» обстоятельства восхождения Максимина на трон лишь продолжают уже сложившуюся традицию солдат провозглашать императорами военачальников по своему желанию без воли сената, как это было в 68 году во время восстания Гая Юлия Виндекса, при выступлении Луция Антония Сатурнина в 89 году и во время гражданской войны 193—197 годов. В случае Максимина новшеством было лишь его незнатное происхождение, на что обращают внимание Евтропий, Аврелий Виктор, Геродиан и Юлий Капитолин.
Юлий Капитолин описывает Максимина как человека необычайно высокого роста (около 2,4 метра) и большой физической силы, который «мог руками притянуть к себе телегу, что нагруженную дорожную повозку он вёз один; ударяя коня кулаком, он выбивал ему зубы, ударяя его ногой — ломал ему голени; туфовые камни он растирал в порошок, раскалывал молодые деревья». Историк сообщает, что Максимин отличался храбростью и его «называли Геркулесом, другие — Ахиллом, третьи — Гектором, а иные — Аяксом».

### В современной историографии

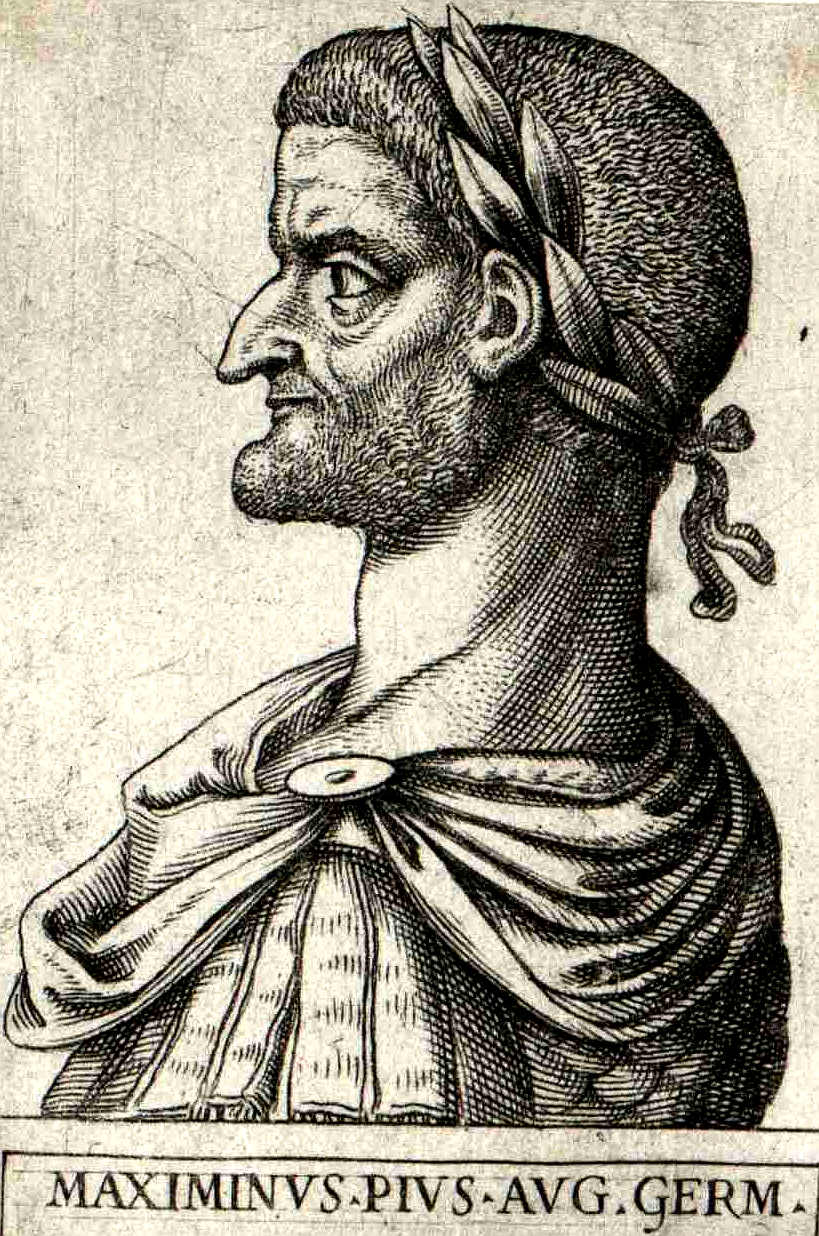
Максимин Фракиец. Иллюстрация в книге «Romanorum imperatorum effigies» (1583 год)

По мнению Ч. Джулиана, память о Максимине Фракийце «систематически очернялась». Ответственность за это лежит не столько на Геродиане, сколько на авторе «Истории Августов», который с удовольствием изобразил солдатского императора в непривлекательном образе карикатурного Геркулеса. Без сомнения, персона Максимина не отличалась особой привлекательностью, но его жестокость (подобно той, в которой впоследствии обвиняли Аврелиана) была, вероятно, преувеличена, как и его невежество. Максимин обладал реальными талантами руководителя, а его полководческие способности, несправедливо отрицаемые Ф. Альтхеймом, не вызывают сомнения. Э. Демужо справедливо отмечает, что его победы над алеманнами обеспечили Галлии двадцать лет относительного мира и процветания. И всё же Г. М. Берсанетти, один из тех, кто внёс наибольший вклад в исправление традиционно сложившегося образа Максимина Фракийца, в конце концов отказывается от полной реабилитации этого императора. Это связано с тем, что Максимин никогда не демонстрировал политическое чутьё, широту взглядов истинного главы государства. Вероятно, из-за пробелов в образовании, носившем исключительно военный характер, он имел лишь весьма поверхностные знания о реальном положении дел в империи. Политические, административные, экономические и религиозные вопросы занимали его лишь в той мере, в какой они оказывали непосредственное влияние на ведение войны. В этом плане Максимин сильно уступал Аврелиану или Пробу.
Его внутренняя политика, как считает К. Лорио, была настолько неуклюжей, что можно справедливо задаться вопросом вместе с Р. Саймом, действительно ли она была у него. Максимин постоянно колебался между чрезмерной строгостью, быстро объявленной тиранией теми, кто оказался её жертвой, и пренебрежительной терпимостью, выдающей его неспособность справиться со скрытым, но непреодолимым сопротивлением своих противников. Естественно, они воспользовались первой возможностью, чтобы поднять против него восстание на фоне недовольства, вызванного среди населения перекосами налоговой системы. Как в данной области, так и в других, Максимин лишь вдохновлялся методами, усовершенствованными первыми Северами, но применял их с резкостью и неразборчивостью, что ещё больше подчёркивало их одиозный характер. Так называемые взносы, которые он вымогал у состоятельных людей и местных общин, быстро превратились в неприкрытый грабёж. Такая алчность, столь противоположная идеалу щедрости, которому обычно следовали императоры, в конце концов оттолкнула от него население, лояльность которого была ему необходима, поскольку он не мог надеяться на преданность аристократии. Перейдя к финансовому давлению на низшие слои населения, Максимин окончательно потерял шансы укрепить среди них свой авторитет. События 238 года показали с каким рвением городской плебс и сельские жители отвернулись от императора и поддержали тех, кого предложил им сенат.
Пользуясь неизменной поддержкой дунайских легионов, Максимин не замечал как контроль над ситуацией внутри империи постепенно ускользал от него. Он думал только о приготовлениях к большой экспедиции в Германию, которую планировал начать весной 238 года. В античности считалось, что, завидуя лаврам Траяна, он намеревался «истребить и подчинить варварские племена германцев вплоть до океана». Это была грандиозная программа, но нереализуемая, которую он в любом случае не смог бы осуществить, кроме как аккумулировав энергию всех своих подданных в великом порыве патриотизма. Однако ни материально, ни морально римляне не были готовы принять анахроничный возврат к дорогостоящей политике территориальных завоеваний. Возможно, не будет преувеличением видеть в этом отказе главную причину того, что Х. Г. Малленс назвал «восстанием мирных жителей».
В ряде исторических работ правление Максимина Фракийца считается поворотным моментом истории античности, с которого начался так называемый кризис III века Римской империи, закончившийся с приходом к власти Диоклетиана. Приход к власти Максимина положил конец правившей с 193 года династии Северов, он попытался основать новую династию, назначив своего сына Максима цезарем. Максимин стал первым императором, происходившим из низов, и его считают первым в череде так называемых «солдатских императоров», но после него на протяжении тридцати лет трон занимали представители сенаторского сословия и только с Клавдия II Готского, пришедшего к власти в 268 году, началась череда правителей, имевших скромное происхождение. С данной точки зрения правление Максимина нельзя считать поворотным моментом в римской истории. Нельзя утверждать и то, что с 235 года Римская империя столкнулась с полномасштабным кризисом. Система, созданная при Северах, продолжала существовать до 50-х годов III века. После Максимина успешных попыток узурпации власти со стороны военачальников не было до 249 года, когда Деций Траян победил Филиппа I Араба в кровопролитной гражданской войне. После 235 года сенат все ещё официально утверждал каждого нового августа, чтобы придать его правлению легитимность, и примерно до 260 года занятие сенаторами важных постов почти никогда не подвергалось сомнению. Вплоть до Деция империя неплохо выдерживала усиливающееся внешнее давление. Несмотря на растущую фискальную нагрузку, некоторые регионы продолжали процветать. Продолжалось и ухудшение качества монет, в первую очередь серебряных, однако нет никаких признаков значительной инфляции до правления Аврелиана. По-видимому, примерно до 260 года жизнь в империи шла по упорядоченному курсу. В военном, экономическом и административном отношении растущие проблемы империи при Максимине, как и при Северах, в целом оставались решаемыми. Если вообще можно говорить об «общеимперском кризисе», то он, вероятно, начался не ранее 250 года, когда внутреннее и внешнее положение империи временно вышло из-под контроля.